# Wereldkampioenschap voetbal 2018 (kwalificatie CAF)
Namens de Afrikaanse voetbalbond CAF deden 53 landen mee om zich te kwalificeren voor het wereldkampioenschap voetbal 2018 in Rusland. Vijf landen uit Afrika plaatsten zich uiteindelijk voor dit hoofdtoernooi. De kwalificatie voor de Afrikaanse landen begon op 7 oktober 2015 en eindigde op 14 november 2017.

## Gekwalificeerde landen
De CAF heeft in totaal vijf landen die mee mogen doen aan het toernooi. Een land plaatst zich wanneer het als nummer één in de groep in de derde ronde eindigt.
| FIFA-lid | Confederatie | Kwalificatie | Kwal. datum | Aantal dln. (inclusief 2018) | Eerste dln. | Laatste dln. | Dln. op rij | Titels (exclusief 2018) | Beste prestatie |
| -------- | ------------ | ------------ | ----------- | ---------------------------- | ----------- | ------------ | ----------- | ----------------------- | --------------- |
| Tunesië  | CAF          | 1e groep A   | 11/11/2017  | 5                            | 1978        | 2006         | 1           | 0                       | Achtste finales |
| Nigeria  | CAF          | 1e groep B   | 07/10/2017  | 6                            | 1994        | 2014         | 3           | 0                       | Achtste finales |
| Marokko  | CAF          | 1e groep C   | 11/11/2017  | 5                            | 1970        | 1998         | 1           | 0                       | Achtste finale  |
| Senegal  | CAF          | 1e groep D   | 10/11/2017  | 2                            | 2002        | 2002         | 1           | 0                       | Kwartfinale     |
| Egypte   | CAF          | 1e groep E   | 08/10/2017  | 3                            | 1934        | 1990         | 1           | 0                       | Eerste ronde    |

## Opzet en loting

### Data

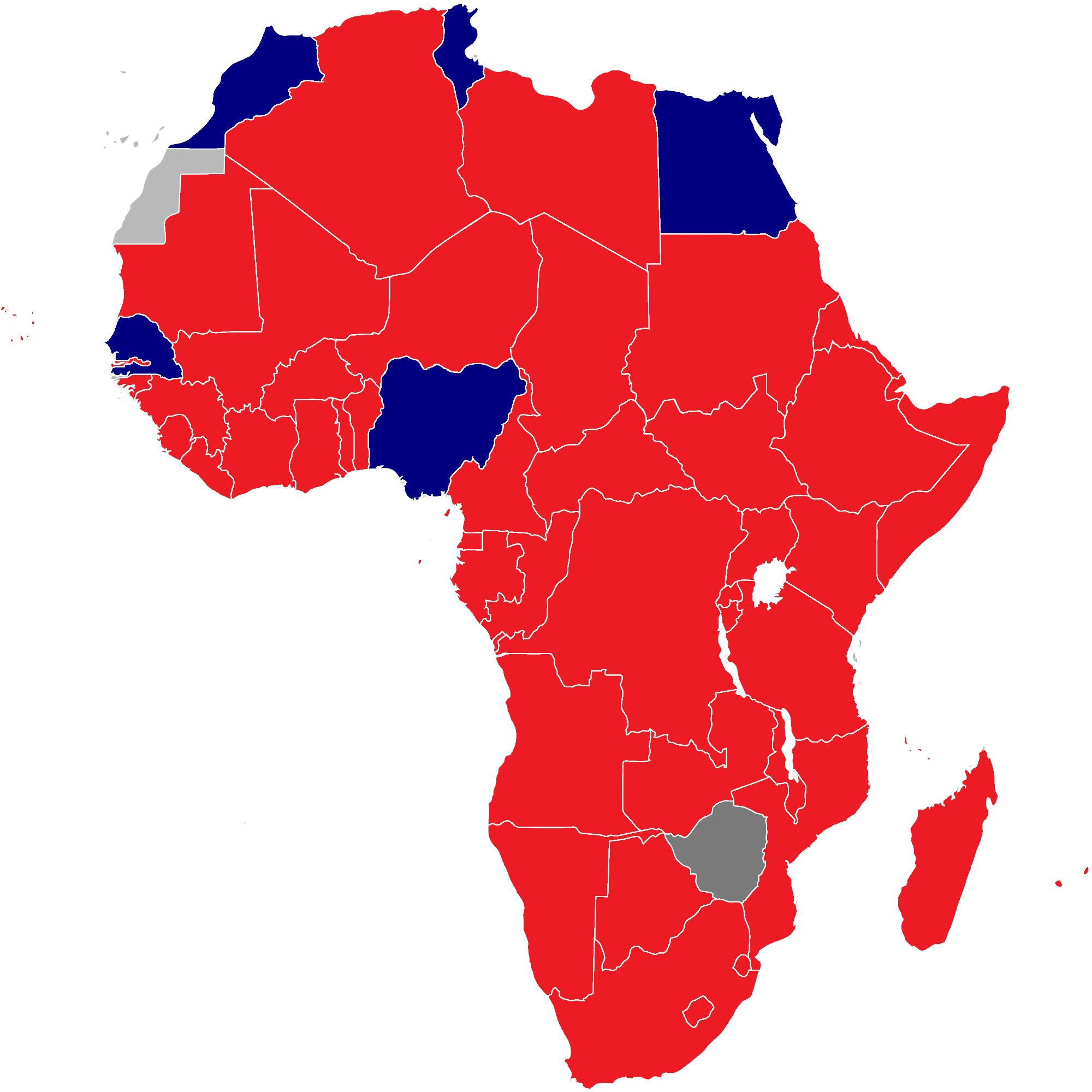
Gekwalificeerde landen

| Ronde                    | Wedstrijdnummer | Datum                          |
| ------------------------ | --------------- | ------------------------------ |
| Eerste ronde             | Wedstrijd 1     | Tussen 7 en 13 oktober 2015    |
| Eerste ronde             | Wedstrijd 2     | Tussen 7 en 13 oktober 2015    |
| Tweede ronde             | Wedstrijd 1     | Tussen 9 en 17 november 2015   |
| Tweede ronde             | Wedstrijd 2     | Tussen 9 en 17 november 2015   |
| Derde ronde (Groepsfase) | Wedstrijd 1     | 3–11 oktober 2016              |
| Derde ronde (Groepsfase) | Wedstrijd 2     | 7–15 november 2016             |
| Derde ronde (Groepsfase) | Wedstrijd 3     | 28 augustus – 5 september 2017 |
| Derde ronde (Groepsfase) | Wedstrijd 4     | 28 augustus – 5 september 2017 |
| Derde ronde (Groepsfase) | Wedstrijd 5     | 2–10 oktober 2017              |
| Derde ronde (Groepsfase) | Wedstrijd 6     | 6–14 november 2017             |

## Eerste ronde

### Loting
De loting vond plaats op 25 juli 2015 in Sint-Petersburg. De sterkste landen bevonden zich op basis van de FIFA-wereldranglijst (juli 2015) in pot 1 en lootten een land uit pot 2. In totaal werden twee keer 13 wedstrijden ingedeeld. 

### Wedstrijden
De wedstrijden uit de eerste ronde vonden plaats tussen 5 en 13 oktober 2015. De winnaars van deze wedstrijden gingen door naar de tweede ronde.
| Team 1                        | Totaal    | Team 2        | 1e wedstrijd | 2e wedstrijd |
| ----------------------------- | --------- | ------------- | ------------ | ------------ |
| Somalië                       | 0 – 6     | Niger         | 0 – 2        | 0 – 4        |
| Zuid-Soedan                   | 1 – 5     | Mauritanië    | 1 – 1        | 0 – 4        |
| Gambia                        | 2 – 3     | Namibië       | 1 – 1        | 1 – 2        |
| Sao Tomé en Principe          | 1 – 3     | Ethiopië      | 1 – 0        | 0 – 3        |
| Tsjaad                        | (u) 2 – 2 | Sierra Leone  | 1 – 0        | 1 – 2        |
| Comoren                       | (u) 1 – 1 | Lesotho       | 0 – 0        | 1 – 1        |
| Djibouti                      | 1 – 8     | Swaziland     | 0 – 6        | 1 – 2        |
| Eritrea                       | 1 – 5     | Botswana      | 0 – 2        | 1 – 3        |
| Seychellen                    | 0 – 3     | Burundi       | 0 – 1        | 0 – 2        |
| Liberia                       | 4 – 2     | Guinee-Bissau | 1 – 1        | 3 – 1        |
| Centraal-Afrikaanse Republiek | 2 – 5     | Madagaskar    | 0 – 3        | 2 – 2        |
| Mauritius                     | 2 – 5     | Kenia         | 2 – 5        | 0 – 0        |
| Tanzania                      | 2 – 1     | Malawi        | 2 – 0        | 0 – 1        |

|                              |         |                        |       |                                                                                                |
| 9 oktober 2015 15:30 (UTC+3) | Somalië | 0 – 2                  | Niger | Addis Ababa Stadion, Addis Abeba (Ethiopië) Toeschouwers: 5.000 Scheidsrechter: Haithem Kossaï |
| 9 oktober 2015 15:30 (UTC+3) |         | 58', 62' (pen.) Maazou |       | Addis Ababa Stadion, Addis Abeba (Ethiopië) Toeschouwers: 5.000 Scheidsrechter: Haithem Kossaï |

|                               |                                |       |         |                                                                                             |
| 13 oktober 2015 16:00 (UTC+1) | Niger                          | 4 – 0 | Somalië | Stade Général Seyni Kountché, Niamey Toeschouwers: 7.000 Scheidsrechter: Falou Galasse Kane |
| 13 oktober 2015 16:00 (UTC+1) | Cissé 13', 68' Maazou 18', 32' |       |         | Stade Général Seyni Kountché, Niamey Toeschouwers: 7.000 Scheidsrechter: Falou Galasse Kane |

|                                |             |       |            |                                                                          |
| 7–8 oktober 2015 16:30 (UTC+3) | Zuid-Soedan | 1 – 1 | Mauritanië | Jubastadion, Djoeba Toeschouwers: 10.000 Scheidsrechter: Rajab Bakasambe |
| 7–8 oktober 2015 16:30 (UTC+3) | Aboi 5'     |       | 3' Bagili  | Jubastadion, Djoeba Toeschouwers: 10.000 Scheidsrechter: Rajab Bakasambe |

|                             |                                                |       |                 |                                                                             |
| 13 oktober 2015 17:00 (UTC) | Mauritanië                                     | 4 – 0 | Zuid-Soedan     | Stade Olympique, Nouakchott Toeschouwers: 9.000 Scheidsrechter: Fidel Gomes |
| 13 oktober 2015 17:00 (UTC) | Ahmed 4' Bagili 62' M. Samba 85' Diakité 90+2' |       | 79' Akeuch Deng | Stade Olympique, Nouakchott Toeschouwers: 9.000 Scheidsrechter: Fidel Gomes |

|                            |            |       |               |                                                                                  |
| 9 oktober 2015 17:00 (UTC) | Gambia     | 1 – 1 | Namibië       | Independence Stadium, Bakau Toeschouwers: 12.000 Scheidsrechter: Ousmane Karembe |
| 9 oktober 2015 17:00 (UTC) | Jammeh 78' |       | 65' Stephanus | Independence Stadium, Bakau Toeschouwers: 12.000 Scheidsrechter: Ousmane Karembe |

|                               |                          |       |           |                                                                              |
| 13 oktober 2015 16:00 (UTC+2) | Namibië                  | 2 – 1 | Gambia    | Sam Nujomastadion, Windhoek Toeschouwers: 4.000 Scheidsrechter: Joshua Bondo |
| 13 oktober 2015 16:00 (UTC+2) | Stephanus 45' Somaeb 63' |       | 10' Dibba | Sam Nujomastadion, Windhoek Toeschouwers: 4.000 Scheidsrechter: Joshua Bondo |

|                            |                      |       |          |                                                                                           |
| 8 oktober 2015 15:00 (UTC) | Sao Tomé en Principe | 1 – 0 | Ethiopië | Estádio Nacional 12 de Julho, Sao Tomé Toeschouwers: 4.550 Scheidsrechter: Alhadi Mahamat |
| 8 oktober 2015 15:00 (UTC) | Leal 87'             |       |          | Estádio Nacional 12 de Julho, Sao Tomé Toeschouwers: 4.550 Scheidsrechter: Alhadi Mahamat |

|                             |                                    |       |                      |                                                                                           |
| 11 oktober 2015 16:00 UTC+3 | Ethiopië                           | 3 – 0 | Sao Tomé en Principe | Addis Ababa Stadion, Addis Abeba Toeschouwers: 23.840 Scheidsrechter: Jean Claude Ishimwe |
| 11 oktober 2015 16:00 UTC+3 | Fekadu 1' Panom 48' (pen.) Lok 75' |       |                      | Addis Ababa Stadion, Addis Abeba Toeschouwers: 23.840 Scheidsrechter: Jean Claude Ishimwe |

|                             |           |       |              |                                                                                                |
| 10 oktober 2015 15:30 UTC+1 | Tsjaad    | 1 – 0 | Sierra Leone | Stade Omnisports Idriss Mahamat Ouya, Ndjamena Toeschouwers: 2.664 Scheidsrechter: Kokou Fagla |
| 10 oktober 2015 15:30 UTC+1 | Djime 47' |       |              | Stade Omnisports Idriss Mahamat Ouya, Ndjamena Toeschouwers: 2.664 Scheidsrechter: Kokou Fagla |

|                               |                      |       |                | |
| 13 oktober 2015 15:00 (UTC+1) | Sierra Leone         | 2 – 1 | Tsjaad         | Adokiye Amiesimakastadion, Port Harcourt (Nigeria) Toeschouwers: 100 Scheidsrechter: Aboubacar Bangoura |
| 13 oktober 2015 15:00 (UTC+1) | Kamara 70' Sesay 79' |       | 45' Djimrangar | Adokiye Amiesimakastadion, Port Harcourt (Nigeria) Toeschouwers: 100 Scheidsrechter: Aboubacar Bangoura |

|                              |         |             |         |                                                                                    |
| 7 oktober 2015 15:00 (UTC+3) | Comoren | 0 – 0       | Lesotho | Stade de Beaumer, Moroni Toeschouwers: 2.800 Scheidsrechter: Andofetra Rakotojaona |
| 7 oktober 2015 15:00 (UTC+3) |         | 84' Kuenane |         | Stade de Beaumer, Moroni Toeschouwers: 2.800 Scheidsrechter: Andofetra Rakotojaona |

|                               |                |       |                |                                                                          |
| 13 oktober 2015 18:00 (UTC+2) | Lesotho        | 1 – 1 | Comoren        | Setsotostadion, Maseru Toeschouwers: 480 Scheidsrechter: Samuel Chirinda |
| 13 oktober 2015 18:00 (UTC+2) | Seturumane 17' |       | 71' M'Changama | Setsotostadion, Maseru Toeschouwers: 480 Scheidsrechter: Samuel Chirinda |

|                            |          |                                                                                  |           | |
| 9 oktober 2015 16:00 UTC+3 | Djibouti | 0 – 6                                                                            | Swaziland | El Hadj Hassan Gouled Aptidon Stadion, Djibouti Toeschouwers: 10.050 Scheidsrechter: Pacifique Ndabihawenimana |
| 9 oktober 2015 16:00 UTC+3 |          | 46' Mkhontfo 62' Ndzinisa 74' Mu. Dlamini 77' Hlatjwako 83' Tsabedze 85' Lukhele |           | El Hadj Hassan Gouled Aptidon Stadion, Djibouti Toeschouwers: 10.050 Scheidsrechter: Pacifique Ndabihawenimana |

|                               |                   |       |          |                                                                                          |
| 17 oktober 2015 16:00 (UTC+2) | Swaziland         | 2 – 1 | Djibouti | Somhlolo Nationaal Stadion, Lobamba Toeschouwers: 2.141 Scheidsrechter: Ganesh Chutooree |
| 17 oktober 2015 16:00 (UTC+2) | Hlatjwako 6', 43' |       | 22' Issa | Somhlolo Nationaal Stadion, Lobamba Toeschouwers: 2.141 Scheidsrechter: Ganesh Chutooree |

|                               |         |                         |          |                                                                               |
| 10 oktober 2015 16:00 (UTC+3) | Eritrea | 0 – 2                   | Botswana | Cicerostadion, Asmara Toeschouwers: 9.950 Scheidsrechter: Ibrahim Nour El Din |
| 10 oktober 2015 16:00 (UTC+3) |         | 22' Moyana 64' Mogorosi |          | Cicerostadion, Asmara Toeschouwers: 9.950 Scheidsrechter: Ibrahim Nour El Din |

|                               |                             |       |           |                                                                                   |
| 13 oktober 2015 20:00 (UTC+2) | Botswana                    | 3 – 1 | Eritrea   | Francistown Stadion, Francistown Toeschouwers: 15.073 Scheidsrechter: Nelson Fred |
| 13 oktober 2015 20:00 (UTC+2) | Ngele 15', 79' Mogorosi 21' |       | 9' Goitom | Francistown Stadion, Francistown Toeschouwers: 15.073 Scheidsrechter: Nelson Fred |

|                              |            |                  |         |                                                                                   |
| 7 oktober 2015 16:30 (UTC+4) | Seychellen | 0 – 1            | Burundi | People's Stadium, Roche Caiman Toeschouwers: 2.000 Scheidsrechter: Lemma Nigussie |
| 7 oktober 2015 16:30 (UTC+4) |            | 15' Abdoul Razak |         | People's Stadium, Roche Caiman Toeschouwers: 2.000 Scheidsrechter: Lemma Nigussie |

|                               |                              |       |            | |
| 13 oktober 2015 15:00 (UTC+2) | Burundi                      | 2 – 0 | Seychellen | Prince Louis Rwagasorestadion, Bujumbura Toeschouwers: 6.095 Scheidsrechter: Hafiz Abdelghani Alamen |
| 13 oktober 2015 15:00 (UTC+2) | Abdoul Razak 71' (pen.), 81' |       |            | Prince Louis Rwagasorestadion, Bujumbura Toeschouwers: 6.095 Scheidsrechter: Hafiz Abdelghani Alamen |

|                            |                  |       |                |                                                                                         |
| 8 oktober 2015 16:00 (UTC) | Liberia          | 1 – 1 | Guinee-Bissau  | Antoinette Tubmanstadion, Monrovia Toeschouwers: 10.100 Scheidsrechter: Fabricio Duarte |
| 8 oktober 2015 16:00 (UTC) | Jebor 36' (pen.) |       | 63' Reld Anido | Antoinette Tubmanstadion, Monrovia Toeschouwers: 10.100 Scheidsrechter: Fabricio Duarte |

|                             |               |       |                      |                                                                                    |
| 13 oktober 2015 16:00 (UTC) | Guinee-Bissau | 1 – 3 | Liberia              | Estádio 24 de Setembro, Bissau Toeschouwers: 12.000 Scheidsrechter: Ferdinand Udoh |
| 13 oktober 2015 16:00 (UTC) | Cassamá 43'   |       | 8', 12', 90+6' Jebor | Estádio 24 de Setembro, Bissau Toeschouwers: 12.000 Scheidsrechter: Ferdinand Udoh |

|                               |                               |                                             |            |                                                                                                |
| 10 oktober 2015 14:30 (UTC+1) | Centraal-Afrikaanse Republiek | 0 – 3                                       | Madagaskar | Mahamasinastadion, Antananarivo (Madagaskar) Toeschouwers: 20.000 Scheidsrechter: Ndala Ngambo |
| 10 oktober 2015 14:30 (UTC+1) |                               | 27' Rabeson 39' Rakotoharimalala 65' Johann |            | Mahamasinastadion, Antananarivo (Madagaskar) Toeschouwers: 20.000 Scheidsrechter: Ndala Ngambo |

|                               |                                       |       |                               |                                                                                     |
| 13 oktober 2015 14:30 (UTC+3) | Madagaskar                            | 2 – 2 | Centraal-Afrikaanse Republiek | Mahamasinastadion, Antananarivo Toeschouwers: 20.000 Scheidsrechter: Daniel Bennett |
| 13 oktober 2015 14:30 (UTC+3) | Ramanamahefa 15' Andrianantenaina 34' |       | 7' Gourrier 44' Dagoulou      | Mahamasinastadion, Antananarivo Toeschouwers: 20.000 Scheidsrechter: Daniel Bennett |

|                              |                           |       |                                                  |                                                                                      |
| 7 oktober 2015 18:30 (UTC+4) | Mauritius                 | 2 – 5 | Kenia                                            | Anjalay Stadion, Belle Vue Maurel Toeschouwers: 2.300 Scheidsrechter: Duncan Lengani |
| 7 oktober 2015 18:30 (UTC+4) | Sophie 66' (pen.) Bru 78' |       | 18', 82' Omolo 23' Masika 49' Shakava 87' Olunga | Anjalay Stadion, Belle Vue Maurel Toeschouwers: 2.300 Scheidsrechter: Duncan Lengani |

|                               |       |       |           | |
| 11 oktober 2015 16:00 (UTC+3) | Kenia | 0 – 0 | Mauritius | Moi International Sports Centre, Nairobi Toeschouwers: 10.000 Scheidsrechter: Cosmas Madeng Bakaly |
| 11 oktober 2015 16:00 (UTC+3) |       |       |           | Moi International Sports Centre, Nairobi Toeschouwers: 10.000 Scheidsrechter: Cosmas Madeng Bakaly |

|                              |                           |       |        |                                                                                                |
| 7 oktober 2015 16:00 (UTC+3) | Tanzania                  | 2 – 0 | Malawi | Benjamin Mkapa National Stadium, Dar es Salaam Toeschouwers: 11.474 Scheidsrechter: Hagi Wiish |
| 7 oktober 2015 16:00 (UTC+3) | Samatta 18' Ulimwengu 22' |       |        | Benjamin Mkapa National Stadium, Dar es Salaam Toeschouwers: 11.474 Scheidsrechter: Hagi Wiish |

|                               |           |       |          |                                                                            |
| 11 oktober 2015 14:00 (UTC+2) | Malawi    | 1 – 0 | Tanzania | Kamazustadion, Blantyre Toeschouwers: 7.565 Scheidsrechter: Helder Martins |
| 11 oktober 2015 14:00 (UTC+2) | Banda 41' |       |          | Kamazustadion, Blantyre Toeschouwers: 7.565 Scheidsrechter: Helder Martins |

## Tweede ronde

### Wedstrijden
De wedstrijden in de tweede ronde vonden plaats tussen 11 en 17 november 2015 en waren ontmoetingen tussen de winnaars van ronde één en de instromende landen. De winnaars van deze wedstrijden gingen door naar de derde ronde. Voor de derde ronde plaatsten zich twintig landen.
| Team 1     | Totaal             | Team 2             | 1e wedstrijd | 2e wedstrijd |
| ---------- | ------------------ | ------------------ | ------------ | ------------ |
| Niger      | 0 – 3              | Kameroen           | 0 – 3        | 0 – 0        |
| Mauritanië | 2 – 4              | Tunesië            | 1 – 2        | 1 – 2        |
| Namibië    | 0 – 3              | Guinee             | 0 – 1        | 0 – 2        |
| Ethiopië   | 4 – 6              | Congo-Brazzaville  | 3 – 4        | 1 – 2        |
| Tsjaad     | 1 – 4              | Egypte             | 1 – 0        | 0 – 4        |
| Comoren    | 0 – 2              | Ghana              | 0 – 0        | 0 – 2        |
| Swaziland  | 0 – 2              | Nigeria            | 0 – 0        | 0 – 2        |
| Botswana   | 2 – 3              | Mali               | 2 – 1        | 0 – 2        |
| Burundi    | 4 – 5              | Congo-Kinshasa     | 2 – 3        | 2 – 2        |
| Liberia    | 0 – 4              | Ivoorkust          | 0 – 1        | 0 – 3        |
| Madagaskar | 2 – 5              | Senegal            | 2 – 2        | 0 – 3        |
| Kenia      | 1 – 2              | Kaapverdië         | 1 – 0        | 0 – 2        |
| Tanzania   | 2 – 9              | Algerije           | 2 – 2        | 0 – 7        |
| Soedan     | 0 – 3              | Zambia             | 0 – 1        | 0 – 2        |
| Libië      | 4 – 1              | Rwanda             | 1 – 0        | 3 – 1        |
| Marokko    | 2 – 1              | Equatoriaal-Guinea | 2 – 0        | 0 – 1        |
| Mozambique | 1 – 1 (3 - 4 n.p.) | Gabon              | 1 – 0        | 0 – 1 (n.v.) |
| Benin      | 2 – 3              | Burkina Faso       | 2 – 1        | 0 – 2        |
| Togo       | 0 – 4              | Oeganda            | 0 – 1        | 0 – 3        |
| Angola     | 1 – 4              | Zuid-Afrika        | 1 – 3        | 0 – 1        |

|                                |       |                                  |          |                                                                                                 |
| 13 november 2015 16:00 (UTC+1) | Niger | 0 – 3                            | Kameroen | Stade Général Seyni Kountché, Niamey Toeschouwers: 20.000 Scheidsrechter: Noureddine El Jaafari |
| 13 november 2015 16:00 (UTC+1) |       | 36' Mbia 39' Aboubakar 40' Salli |          | Stade Général Seyni Kountché, Niamey Toeschouwers: 20.000 Scheidsrechter: Noureddine El Jaafari |

|                                |          |       |       |                                                                                 |
| 17 november 2015 15:00 (UTC+1) | Kameroen | 0 – 0 | Niger | Ahmadou Ahidjostadion, Yaoundé Toeschouwers: 5.000 Scheidsrechter: Gehad Grisha |
| 17 november 2015 15:00 (UTC+1) |          |       |       | Ahmadou Ahidjostadion, Yaoundé Toeschouwers: 5.000 Scheidsrechter: Gehad Grisha |

|                            |             |       |                          |                                                                                      |
| 13 november 2015 17:00 UTC | Mauritanië  | 1 – 2 | Tunesië                  | Olympisch Stadion, Nouakchott Toeschouwers: 9.000 Scheidsrechter: Eric Otogo-Castane |
| 13 november 2015 17:00 UTC | N'Diaye 22' |       | 62' Khazri 68' Chikhaoui | Olympisch Stadion, Nouakchott Toeschouwers: 9.000 Scheidsrechter: Eric Otogo-Castane |

|                              |                           |       |            |                                                                          |
| 17 november 2015 18:00 UTC+1 | Tunesië                   | 2 – 1 | Mauritanië | Olympisch Stadion, Radès Toeschouwers: 3.000 Scheidsrechter: Denis Batte |
| 17 november 2015 18:00 UTC+1 | Ben Youssef 51' Bguir 84' |       | 71' Ahmed  | Olympisch Stadion, Radès Toeschouwers: 3.000 Scheidsrechter: Denis Batte |

|                                |         |           |        |                                                                                |
| 12 november 2015 16:00 (UTC+2) | Namibië | 0 – 1     | Guinee | Sam Nujomastadion, Windhoek Toeschouwers: 2.000 Scheidsrechter: Redouane Jiyed |
| 12 november 2015 16:00 (UTC+2) |         | 27' Keïta |        | Sam Nujomastadion, Windhoek Toeschouwers: 2.000 Scheidsrechter: Redouane Jiyed |

|                              |                         |       |         |                                                                                           |
| 15 november 2015 19:00 (UTC) | Guinee                  | 2 – 0 | Namibië | Stade Mohammed V, Casablanca (Marokko) Toeschouwers: 1.000 Scheidsrechter: Bienvenu Sinko |
| 15 november 2015 19:00 (UTC) | Id. Sylla 43' Keïta 79' |       |         | Stade Mohammed V, Casablanca (Marokko) Toeschouwers: 1.000 Scheidsrechter: Bienvenu Sinko |

|                                |                                       |       |                                                 |                                                                                          |
| 14 november 2015 16:00 (UTC+3) | Ethiopië                              | 3 – 4 | Congo-Brazzaville                               | Addis Ababa Stadion, Addis Abeba Toeschouwers: 30.000 Scheidsrechter: Mohamed Said Kordi |
| 14 november 2015 16:00 (UTC+3) | Getaneh 41' Fekadu 82' Shimelis 90+1' |       | 43' Bifouma 63' Ondama 75' N'Dinga 81' Binguila | Addis Ababa Stadion, Addis Abeba Toeschouwers: 30.000 Scheidsrechter: Mohamed Said Kordi |

|                                |                         |       |             |                                                                                                  |
| 17 november 2015 15:30 (UTC+1) | Congo-Brazzaville       | 2 – 1 | Ethiopië    | Stade Alphonse Massemba-Débat, Brazzaville Toeschouwers: 17.000 Scheidsrechter: El Fadil Mohamed |
| 17 november 2015 15:30 (UTC+1) | N'Ganga 48' Bifouma 53' |       | 28' Getaneh | Stade Alphonse Massemba-Débat, Brazzaville Toeschouwers: 17.000 Scheidsrechter: El Fadil Mohamed |

|                                |                |       |        | |
| 14 november 2015 15:30 (UTC+1) | Tsjaad         | 1 – 0 | Egypte | Stade Omnisports Idriss Mahamat Ouya, Ndjamena Toeschouwers: 10.000 Scheidsrechter: Anietie Ferdinand Udoh |
| 14 november 2015 15:30 (UTC+1) | N'Douassel 73' |       |        | Stade Omnisports Idriss Mahamat Ouya, Ndjamena Toeschouwers: 10.000 Scheidsrechter: Anietie Ferdinand Udoh |

|                                |                                  |       |        |                                                                                |
| 17 november 2015 18:30 (UTC+2) | Egypte                           | 4 – 0 | Tsjaad | 30 Juni Stadion, Caïro Toeschouwers: 35.000 Scheidsrechter: Thierry Nkurunziza |
| 17 november 2015 18:30 (UTC+2) | Elneny 5' Said 10' Koka 36', 40' |       |        | 30 Juni Stadion, Caïro Toeschouwers: 35.000 Scheidsrechter: Thierry Nkurunziza |

|                                |         |       |       |                                                                                             |
| 13 november 2015 15:00 (UTC+3) | Comoren | 0 – 0 | Ghana | Said Mohamed Cheikhstadion, Mitsamiouli Toeschouwers: 7.000 Scheidsrechter: Norman Matemera |
| 13 november 2015 15:00 (UTC+3) |         |       |       | Said Mohamed Cheikhstadion, Mitsamiouli Toeschouwers: 7.000 Scheidsrechter: Norman Matemera |

|                              |                        |       |                  |                                                                             |
| 17 november 2015 15:30 (UTC) | Ghana                  | 2 – 0 | Comoren          | Baba Yarastadion, Kumasi Toeschouwers: 16.480 Scheidsrechter: Mohamed Ragab |
| 17 november 2015 15:30 (UTC) | Wakaso 18' J. Ayew 85' |       | 53', 73' Mdahoma | Baba Yarastadion, Kumasi Toeschouwers: 16.480 Scheidsrechter: Mohamed Ragab |

|                                |           |       |         |                                                                                       |
| 13 november 2015 19:00 (UTC+2) | Swaziland | 0 – 0 | Nigeria | Somhlolo Nationaal Stadion, Lobamba Toeschouwers: 5.918 Scheidsrechter: Germain Koole |
| 13 november 2015 19:00 (UTC+2) |           |       |         | Somhlolo Nationaal Stadion, Lobamba Toeschouwers: 5.918 Scheidsrechter: Germain Koole |

|                                |                       |       |                  |                                                                                              |
| 17 november 2015 16:00 (UTC+1) | Nigeria               | 2 – 0 | Swaziland        | Adokiye Amiesimakastadion, Port Harcourt Toeschouwers: 27.000 Scheidsrechter: Jackson Pavaza |
| 17 november 2015 16:00 (UTC+1) | Simon 51' Ambrose 87' |       | 85', 90' Dlamini | Adokiye Amiesimakastadion, Port Harcourt Toeschouwers: 27.000 Scheidsrechter: Jackson Pavaza |

|                                |                            |       |         |                                                                                    |
| 14 november 2015 16:00 (UTC+2) | Botswana                   | 2 – 1 | Mali    | Francistown Stadion, Francistown Toeschouwers: 26.223 Scheidsrechter: Adelaide Ali |
| 14 november 2015 16:00 (UTC+2) | Gadibolae 14' Mogorosi 24' |       | 56' Sow | Francistown Stadion, Francistown Toeschouwers: 26.223 Scheidsrechter: Adelaide Ali |

|                              |                             |       |          |                                                                              |
| 17 november 2015 19:00 (UTC) | Mali                        | 2 – 0 | Botswana | Stade du 26 Mars, Bamako Toeschouwers: 15.000 Scheidsrechter: Ali Lemghaifry |
| 17 november 2015 19:00 (UTC) | Diabaté 10' (pen.) Sako 30' |       |          | Stade du 26 Mars, Bamako Toeschouwers: 15.000 Scheidsrechter: Ali Lemghaifry |

|                                |                 |       |                            |                                                                                                 |
| 12 november 2015 15:30 (UTC+2) | Burundi         | 2 – 3 | Congo-Kinshasa             | Prince Louis Rwagasorestadion, Bujumbura Toeschouwers: 8.000 Scheidsrechter: Mbongiseni Fakudze |
| 12 november 2015 15:30 (UTC+2) | Amissi 38', 83' |       | 5' Bolasie 86', 88' Mubele | Prince Louis Rwagasorestadion, Bujumbura Toeschouwers: 8.000 Scheidsrechter: Mbongiseni Fakudze |

|                                |                                 |       |                                            |                                                                                           |
| 15 november 2015 15:30 (UTC+1) | Congo-Kinshasa                  | 2 – 2 | Burundi                                    | Stade des Martyrs, Kinshasa Toeschouwers: 80.000 Scheidsrechter: Luelseghed Ghebremichael |
| 15 november 2015 15:30 (UTC+1) | N'Kololo 17' Bolasie 78' (pen.) |       | 28' (e.d.) Mbokani 89' (pen.) Abdoul Razak | Stade des Martyrs, Kinshasa Toeschouwers: 80.000 Scheidsrechter: Luelseghed Ghebremichael |

|                              |         |            |           |                                                                                          |
| 13 november 2015 16:00 (UTC) | Liberia | 0 – 1      | Ivoorkust | Antoinette Tubmanstadion, Monrovia Toeschouwers: 12.000 Scheidsrechter: Youssef Essrayri |
| 13 november 2015 16:00 (UTC) |         | 44' Cyriac |           | Antoinette Tubmanstadion, Monrovia Toeschouwers: 12.000 Scheidsrechter: Youssef Essrayri |

|                              |                       |       |         |                                                                                         |
| 17 november 2015 17:00 (UTC) | Ivoorkust             | 3 – 0 | Liberia | Stade Félix Houphouët-Boigny, Abidjan Toeschouwers: 13.000 Scheidsrechter: Lazard Tsiba |
| 17 november 2015 17:00 (UTC) | Sio 16', 35' Seri 64' |       |         | Stade Félix Houphouët-Boigny, Abidjan Toeschouwers: 13.000 Scheidsrechter: Lazard Tsiba |

|                                |                                      |       |                     |                                                                                     |
| 13 november 2015 14:30 (UTC+3) | Madagaskar                           | 2 – 2 | Senegal             | Mahamasinastadion, Antananarivo Toeschouwers: 24.000 Scheidsrechter: Hudu Munyemana |
| 13 november 2015 14:30 (UTC+3) | Andriatsimi 27' Rakotoharimalala 59' |       | 71' Konaté 81' Mané | Mahamasinastadion, Antananarivo Toeschouwers: 24.000 Scheidsrechter: Hudu Munyemana |

|                              |                                  |       |            |                                                                                      |
| 17 november 2015 19:00 (UTC) | Senegal                          | 3 – 0 | Madagaskar | Stade Léopold Sédar Senghor, Dakar Toeschouwers: 35.000 Scheidsrechter: Joshua Bondo |
| 17 november 2015 19:00 (UTC) | Kouyaté 15' Konaté 53' Diouf 82' |       |            | Stade Léopold Sédar Senghor, Dakar Toeschouwers: 35.000 Scheidsrechter: Joshua Bondo |

|                                |           |       |            |                                                                                     |
| 13 november 2015 16:00 (UTC+3) | Kenia     | 1 – 0 | Kaapverdië | Nationaal Stadion Nyayo, Nairobi Toeschouwers: 12.000 Scheidsrechter: Denis Dembélé |
| 13 november 2015 16:00 (UTC+3) | Olunga 9' |       |            | Nationaal Stadion Nyayo, Nairobi Toeschouwers: 12.000 Scheidsrechter: Denis Dembélé |

|                                |                |       |       |                                                                                           |
| 17 november 2015 18:00 (UTC−1) | Kaapverdië     | 2 – 0 | Kenia | Estádio Nacional de Cabo Verde, Praia Toeschouwers: 12.000 Scheidsrechter: Joseph Lamptey |
| 17 november 2015 18:00 (UTC−1) | Ramos 45', 52' |       |       | Estádio Nacional de Cabo Verde, Praia Toeschouwers: 12.000 Scheidsrechter: Joseph Lamptey |

|                                |                        |       |                  |                                                                                       |
| 14 november 2015 16:30 (UTC+3) | Tanzania               | 2 – 2 | Algerije         | Nationaal Stadion, Dar es Salaam Toeschouwers: 37.913 Scheidsrechter: Mahamadou Keita |
| 14 november 2015 16:30 (UTC+3) | Maguri 43' Samatta 55' |       | 72', 75' Slimani | Nationaal Stadion, Dar es Salaam Toeschouwers: 37.913 Scheidsrechter: Mahamadou Keita |

|                                |                                                                                   |       |                     |                                                                                 |
| 17 november 2015 19:15 (UTC+1) | Algerije                                                                          | 7 – 0 | Tanzania            | Mustapha Tchakerstadion, Blida Toeschouwers: 35.000 Scheidsrechter: Sidi Alioum |
| 17 november 2015 19:15 (UTC+1) | Brahimi 1' Ghoulam 23', 59' (pen.) Mahrez 43' Slimani 49' (pen.), 75' Medjani 72' |       | 1', 41' Yahya Abbas | Mustapha Tchakerstadion, Blida Toeschouwers: 35.000 Scheidsrechter: Sidi Alioum |

|                                |        |             |        |                                                                                |
| 11 november 2015 20:00 (UTC+3) | Soedan | 0 – 1       | Zambia | Khartoumstadion, Khartoem Toeschouwers: 12.000 Scheidsrechter: Mohamed Benouza |
| 11 november 2015 20:00 (UTC+3) |        | 28' Kalengo |        | Khartoumstadion, Khartoem Toeschouwers: 12.000 Scheidsrechter: Mohamed Benouza |

|                                |                         |       |        |                                                                                  |
| 15 november 2015 15:00 (UTC+2) | Zambia                  | 2 – 0 | Soedan | Levy Mwanawasastadion, Ndola Toeschouwers: 40.000 Scheidsrechter: Bakary Gassama |
| 15 november 2015 15:00 (UTC+2) | Musonda 59' Kalengo 79' |       |        | Levy Mwanawasastadion, Ndola Toeschouwers: 40.000 Scheidsrechter: Bakary Gassama |

|                                |                     |       |        |                                                                                     |
| 13 november 2015 14:30 (UTC+1) | Libië               | 1 – 0 | Rwanda | Stade Taïeb Mhiri, Sfax (Tunesië) Toeschouwers: 500 Scheidsrechter: Malang Diedhiou |
| 13 november 2015 14:30 (UTC+1) | Al Badri 48' (pen.) |       |        | Stade Taïeb Mhiri, Sfax (Tunesië) Toeschouwers: 500 Scheidsrechter: Malang Diedhiou |

|                                |               |       |                                 |                                                                           |
| 17 november 2015 15:30 (UTC+2) | Rwanda        | 1 – 3 | Libië                           | Nyamirambostadion, Kigali Toeschouwers: 8.000 Scheidsrechter: Djamal Aden |
| 17 november 2015 15:30 (UTC+2) | Tuyisenge 48' |       | 36', 90+3' El Monir 48' Ghanodi | Nyamirambostadion, Kigali Toeschouwers: 8.000 Scheidsrechter: Djamal Aden |

|                              |                         |       |                    |                                                                         |
| 12 november 2015 19:00 (UTC) | Marokko                 | 2 – 0 | Equatoriaal-Guinea | Stade Adrar, Agadir Toeschouwers: 32.000 Scheidsrechter: Daniel Bennett |
| 12 november 2015 19:00 (UTC) | El-Arabi 30' Bammou 66' |       |                    | Stade Adrar, Agadir Toeschouwers: 32.000 Scheidsrechter: Daniel Bennett |

|                                |                    |       |         |                                                                          |
| 15 november 2015 16:00 (UTC+1) | Equatoriaal-Guinea | 1 – 0 | Marokko | Estadio de Bata, Bata Toeschouwers: 20.000 Scheidsrechter: Janny Sikazwe |
| 15 november 2015 16:00 (UTC+1) | Rui 15'            |       |         | Estadio de Bata, Bata Toeschouwers: 20.000 Scheidsrechter: Janny Sikazwe |

|                                |             |       |       |                                                                                  |
| 11 november 2015 19:00 (UTC+2) | Mozambique  | 1 – 0 | Gabon | Estádio do Zimpeto, Maputo Toeschouwers: 18.730 Scheidsrechter: Parmendra Nunkoo |
| 11 november 2015 19:00 (UTC+2) | Pelembe 54' |       |       | Estádio do Zimpeto, Maputo Toeschouwers: 18.730 Scheidsrechter: Parmendra Nunkoo |

|                                |           |              |            |                                                                                   |
| 14 november 2015 18:00 (UTC+1) | Gabon     | 1 – 0 (n.v.) | Mozambique | Stade d'Angondjé, Libreville Toeschouwers: 20.000 Scheidsrechter: Bernard Camille |
| 14 november 2015 18:00 (UTC+1) | Evouna 2' |              |            | Stade d'Angondjé, Libreville Toeschouwers: 20.000 Scheidsrechter: Bernard Camille |

|                                                 |       | strafschoppen                                     |  |
| Biyogo Poko Lemina Tandjigora Obiang Aubameyang | 4 – 3 | Zainadine Júnior Miquissone Clésio Dominguês Lobo |  |

|                                |                                       |       |              |                                                                                    |
| 12 november 2015 16:00 (UTC+1) | Benin                                 | 2 – 1 | Burkina Faso | Stade de l'Amitié, Cotonou Toeschouwers: 17.000 Scheidsrechter: Bouchaïb El Ahrach |
| 12 november 2015 16:00 (UTC+1) | Sessègnon 45+2' (pen.) Babatounde 84' |       | 51' Nakoulma | Stade de l'Amitié, Cotonou Toeschouwers: 17.000 Scheidsrechter: Bouchaïb El Ahrach |

|                              |                                   |       |       |                                                                                     |
| 17 november 2015 18:00 (UTC) | Burkina Faso                      | 2 – 0 | Benin | Stade du 4-Août, Ouagadougou Toeschouwers: 21.212 Scheidsrechter: Mehdi Abid Charef |
| 17 november 2015 18:00 (UTC) | Pitroipa 17' (pen.) B. Traoré 70' |       |       | Stade du 4-Août, Ouagadougou Toeschouwers: 21.212 Scheidsrechter: Mehdi Abid Charef |

|                              |      |          |         |                                                                          |
| 12 november 2015 15:30 (UTC) | Togo | 0 – 1    | Oeganda | Stade de Kégué, Lomé Toeschouwers: 25.000 Scheidsrechter: Yakhouba Keita |
| 12 november 2015 15:30 (UTC) |      | 39' Miya |         | Stade de Kégué, Lomé Toeschouwers: 25.000 Scheidsrechter: Yakhouba Keita |

|                                |                          |       |      |                                                                                             |
| 15 november 2015 16:00 (UTC+3) | Oeganda                  | 3 – 0 | Togo | Mandela Nationaal Stadion, Kampala Toeschouwers: 40.000 Scheidsrechter: Hamada Nampiandraza |
| 15 november 2015 16:00 (UTC+3) | Massa 5' Miya 41', 45+3' |       |      | Mandela Nationaal Stadion, Kampala Toeschouwers: 40.000 Scheidsrechter: Hamada Nampiandraza |

|                                |           |       |                                       |                                                                                                 |
| 13 november 2015 15:30 (UTC+1) | Angola    | 1 – 3 | Zuid-Afrika                           | Estádio Nacional de Ombaka, Benguela Toeschouwers: 25.000 Scheidsrechter: Bamlak Tessema Weyesa |
| 13 november 2015 15:30 (UTC+1) | Gelson 2' |       | 14' Rantie 20' Gabuza 80' (pen.) Jali | Estádio Nacional de Ombaka, Benguela Toeschouwers: 25.000 Scheidsrechter: Bamlak Tessema Weyesa |

|                                |                  |       |        |                                                                                 |
| 17 november 2015 19:00 (UTC+2) | Zuid-Afrika      | 1 – 0 | Angola | Moses Mabhidastadion, Durban Toeschouwers: 17.152 Scheidsrechter: Davies Omweno |
| 17 november 2015 19:00 (UTC+2) | Diniz 69' (e.d.) |       |        | Moses Mabhidastadion, Durban Toeschouwers: 17.152 Scheidsrechter: Davies Omweno |

## Derde ronde
De twintig winnaars van de tweede ronde zullen worden verdeeld in vijf groepen van vier teams. De groepen worden geloot na de voltooiing van de tweede ronde. Deze fase bestaat uit een volledige competitie, elk team speelt dus zes wedstrijden per groep. Elke groepswinnaar kwalificeert zich voor het WK 2018.
Potindeling
De volgende landen namen deel aan de derde ronde. De potindelingen werden geloot op 24 juni 2016 in Caïro, Egypte.
Legenda

### Groep A
Stand
| Nr. | Land           | GW | W | G | V | DV | DT | DS | Ptn |
| --- | -------------- | -- | - | - | - | -- | -- | -- | --- |
| 1   | Tunesië        | 6  | 4 | 2 | 0 | 11 | 4  | +7 | 14  |
| 2   | Congo-Kinshasa | 6  | 4 | 1 | 1 | 14 | 7  | +7 | 13  |
| 3   | Libië          | 6  | 1 | 1 | 4 | 4  | 10 | –6 | 4   |
| 4   | Guinee         | 6  | 1 | 0 | 5 | 6  | 14 | –8 | 3   |

|                              |                                          |       |       |                                                                                  |
| 8 oktober 2016 15:30 (UTC+1) | Congo-Kinshasa                           | 4 – 0 | Libië | Stade des Martyrs, Kinshasa Toeschouwers: 71.000 Scheidsrechter: Mahamadou Keita |
| 8 oktober 2016 15:30 (UTC+1) | Mbokani 6', 56' Bolingi 45+2' Mubele 69' |       |       | Stade des Martyrs, Kinshasa Toeschouwers: 71.000 Scheidsrechter: Mahamadou Keita |

|                              |                           |       |        |                                                                                            |
| 9 oktober 2016 18:00 (UTC+1) | Tunesië                   | 2 – 0 | Guinee | Stade Mustapha Ben Jannet, Monastir Toeschouwers: 6.000 Scheidsrechter: Thierry Nkurunziza |
| 9 oktober 2016 18:00 (UTC+1) | Abdennour 58' Akaïchi 80' |       |        | Stade Mustapha Ben Jannet, Monastir Toeschouwers: 6.000 Scheidsrechter: Thierry Nkurunziza |

|                                |       |                   |         |                                                                                                  |
| 11 november 2016 20:00 (UTC+1) | Libië | 0 – 1             | Tunesië | Omar Hamadistadion, Algiers (Algerije) Toeschouwers: 6.000 Scheidsrechter: Davies Ogenche Omweno |
| 11 november 2016 20:00 (UTC+1) |       | 50' (pen.) Khazri |         | Omar Hamadistadion, Algiers (Algerije) Toeschouwers: 6.000 Scheidsrechter: Davies Ogenche Omweno |

|                              |                   |       |                        |                                                                                 |
| 13 november 2016 17:30 (UTC) | Guinee            | 1 – 2 | Congo-Kinshasa         | Stade du 28 Septembre, Conakry Toeschouwers: 30.000 Scheidsrechter: Sidi Alioum |
| 13 november 2016 17:30 (UTC) | Soumah 23' (pen.) |       | 54' Kebano 56' Bolasie | Stade du 28 Septembre, Conakry Toeschouwers: 30.000 Scheidsrechter: Sidi Alioum |

|                              |                                            |       |                      |                                                                                         |
| 31 augustus 2017 17:00 (UTC) | Guinee                                     | 3 – 2 | Libië                | Stade du 28 Septembre, Conakry Toeschouwers: 30.000 Scheidsrechter: Hassan Mohamed Hagi |
| 31 augustus 2017 17:00 (UTC) | Keïta 7' D. Camara 22' Alk. Bangoura 90+3' |       | 87' Sabbou 88' Zuway | Stade du 28 Septembre, Conakry Toeschouwers: 30.000 Scheidsrechter: Hassan Mohamed Hagi |

|                                |                                |       |                |                                                                                  |
| 1 september 2017 21:00 (UTC+1) | Tunesië                        | 2 – 1 | Congo-Kinshasa | Olympisch Stadion, Radès Toeschouwers: 52.000 Scheidsrechter: Eric Otogo-Castane |
| 1 september 2017 21:00 (UTC+1) | Meriah 18' (pen.) Chaalali 47' |       | 43' Bakambu    | Olympisch Stadion, Radès Toeschouwers: 52.000 Scheidsrechter: Eric Otogo-Castane |

|                                |             |       |        |                                                                              |
| 4 september 2017 20:00 (UTC+1) | Libië       | 1 – 0 | Guinee | Stade Mustapha Ben Jannet, Monastir (Tunesië) Scheidsrechter: Abou Coulibaly |
| 4 september 2017 20:00 (UTC+1) | Elhouni 36' |       |        | Stade Mustapha Ben Jannet, Monastir (Tunesië) Scheidsrechter: Abou Coulibaly |

|                                |                     |       |                           |                                                                                 |
| 5 september 2017 18:30 (UTC+1) | Congo-Kinshasa      | 2 – 2 | Tunesië                   | Stade des Martyrs, Kinshasa Toeschouwers: 80.000 Scheidsrechter: Daniel Bennett |
| 5 september 2017 18:30 (UTC+1) | Mbemba 9' Mpoku 47' |       | 77' (e.d.) Moke 79' Badri | Stade des Martyrs, Kinshasa Toeschouwers: 80.000 Scheidsrechter: Daniel Bennett |

|                            |           |       |                                       |                                                                                   |
| 7 oktober 2017 17:00 (UTC) | Guinee    | 1 – 4 | Tunesië                               | Stade du 28 Septembre, Conakry Toeschouwers: 12.000 Scheidsrechter: Janny Sikazwe |
| 7 oktober 2017 17:00 (UTC) | Keïta 36' |       | 45+2', 74', 90+6' Msakni 83' Ben Amor | Stade du 28 Septembre, Conakry Toeschouwers: 12.000 Scheidsrechter: Janny Sikazwe |

|                              |             |       |                      |                                                                                                 |
| 7 oktober 2017 18:00 (UTC+1) | Libië       | 1 – 2 | Congo-Kinshasa       | Stade Mustapha Ben Jannet, Monastir (Tunesië) Toeschouwers: 750 Scheidsrechter: Malang Diedhiou |
| 7 oktober 2017 18:00 (UTC+1) | Mohamed 69' |       | 50' Bakambu 74' Moke | Stade Mustapha Ben Jannet, Monastir (Tunesië) Toeschouwers: 750 Scheidsrechter: Malang Diedhiou |

|                                |         |       |       |                                                                                   |
| 11 november 2017 18:30 (UTC+1) | Tunesië | 0 – 0 | Libië | Olympisch Stadion, Radès Toeschouwers: 56.000 Scheidsrechter: Hamada Nampiandraza |
| 11 november 2017 18:30 (UTC+1) |         |       |       | Olympisch Stadion, Radès Toeschouwers: 56.000 Scheidsrechter: Hamada Nampiandraza |

|                                |                                                     |       |                  |                                                                             |
| 11 november 2017 18:30 (UTC+1) | Congo-Kinshasa                                      | 3 – 1 | Guinee           | Stade des Martyrs, Kinshasa Toeschouwers: 3.000 Scheidsrechter: Sidi Alioum |
| 11 november 2017 18:30 (UTC+1) | Sidibé 61' (e.d.) Bolingi 90+2' (pen.) Kebano 90+3' |       | 76' Keita Junior | Stade des Martyrs, Kinshasa Toeschouwers: 3.000 Scheidsrechter: Sidi Alioum |

### Groep B
Stand
| Nr. | Land     | GW | W | G | V | DV | DT | DS | Ptn |
| --- | -------- | -- | - | - | - | -- | -- | -- | --- |
| 1   | Nigeria  | 6  | 4 | 2 | 0 | 12 | 4  | +8 | 14  |
| 2   | Zambia   | 6  | 2 | 2 | 2 | 8  | 7  | +1 | 8   |
| 3   | Kameroen | 6  | 1 | 4 | 1 | 7  | 9  | –2 | 7   |
| 4   | Algerije | 6  | 0 | 2 | 4 | 4  | 11 | –7 | 2   |

|                              |             |       |                         |                                                                                |
| 9 oktober 2016 14:30 (UTC+2) | Zambia      | 1 – 2 | Nigeria                 | Levy Mwanawasastadion, Ndola Toeschouwers: 38.000 Scheidsrechter: Gehad Grisha |
| 9 oktober 2016 14:30 (UTC+2) | Mbesuma 71' |       | 32' Iwobi 42' Iheanacho | Levy Mwanawasastadion, Ndola Toeschouwers: 38.000 Scheidsrechter: Gehad Grisha |

|                              |            |       |               |                                                                                    |
| 9 oktober 2016 20:30 (UTC+1) | Algerije   | 1 – 1 | Kameroen      | Mustapha Tchakerstadion, Blida Toeschouwers: 35.000 Scheidsrechter: Daniel Bennett |
| 9 oktober 2016 20:30 (UTC+1) | Soudani 7' |       | 24' Moukandjo | Mustapha Tchakerstadion, Blida Toeschouwers: 35.000 Scheidsrechter: Daniel Bennett |

|                                |                        |       |             |                                                                          |
| 12 november 2016 16:00 (UTC+1) | Kameroen               | 1 – 1 | Zambia      | Limbestadion, Limbe Toeschouwers: 12.000 Scheidsrechter: Malang Diedhiou |
| 12 november 2016 16:00 (UTC+1) | Aboubakar 45+5' (pen.) |       | 34' Mbesuma | Limbestadion, Limbe Toeschouwers: 12.000 Scheidsrechter: Malang Diedhiou |

|                                |                            |       |              |                                                                           |
| 12 november 2016 17:30 (UTC+1) | Nigeria                    | 3 – 1 | Algerije     | Akwa Ibomstadion, Uyo Toeschouwers: 28.000 Scheidsrechter: Bakary Gassama |
| 12 november 2016 17:30 (UTC+1) | Moses 25', 90+2' Mikel 42' |       | 67' Bentaleb | Akwa Ibomstadion, Uyo Toeschouwers: 28.000 Scheidsrechter: Bakary Gassama |

|                                |                                              |       |          |                                                                                               |
| 1 september 2017 17:00 (UTC+1) | Nigeria                                      | 4 – 0 | Kameroen | Godswill Akpabio International Stadium, Uyo Toeschouwers: 30.000 Scheidsrechter: Gehad Grisha |
| 1 september 2017 17:00 (UTC+1) | Ighalo 29' Mikel 42' Moses 55' Iheanacho 76' |       |          | Godswill Akpabio International Stadium, Uyo Toeschouwers: 30.000 Scheidsrechter: Gehad Grisha |

|                                |                         |       |             |                                                                                                 |
| 2 september 2017 15:00 (UTC+2) | Zambia                  | 3 – 1 | Algerije    | National Heroes Stadium, Lusaka Toeschouwers: 60.000 Scheidsrechter: Hélder Martins de Carvalho |
| 2 september 2017 15:00 (UTC+2) | Mwila 6', 32' MWepu 88' |       | 53' Brahimi | National Heroes Stadium, Lusaka Toeschouwers: 60.000 Scheidsrechter: Hélder Martins de Carvalho |

|                                |                      |       |           |                                                                                    |
| 4 september 2017 18:00 (UTC+1) | Kameroen             | 1 – 1 | Nigeria   | Ahmadou Ahidjostadion, Yaoundé Toeschouwers: 38.136 Scheidsrechter: Bakary Gassama |
| 4 september 2017 18:00 (UTC+1) | Aboubakar 75' (pen.) |       | 30' Simon | Ahmadou Ahidjostadion, Yaoundé Toeschouwers: 38.136 Scheidsrechter: Bakary Gassama |

|                                |          |          |        |                                                                                          |
| 5 september 2017 20:30 (UTC+1) | Algerije | 0 – 1    | Zambia | Stade Mohamed Hamlaoui, Constantine Toeschouwers: 45.000 Scheidsrechter: Mahamadou Keita |
| 5 september 2017 20:30 (UTC+1) |          | 66' Daka |        | Stade Mohamed Hamlaoui, Constantine Toeschouwers: 45.000 Scheidsrechter: Mahamadou Keita |

|                              |           |       |        |                                                                                               |
| 7 oktober 2017 17:00 (UTC+1) | Nigeria   | 1 – 0 | Zambia | Godswill Akpabio International Stadium, Uyo Toeschouwers: 80.000 Scheidsrechter: Joshua Bondo |
| 7 oktober 2017 17:00 (UTC+1) | Iwobi 73' |       |        | Godswill Akpabio International Stadium, Uyo Toeschouwers: 80.000 Scheidsrechter: Joshua Bondo |

|                              |                      |       |          |                                                                                      |
| 7 oktober 2017 17:00 (UTC+1) | Kameroen             | 2 – 0 | Algerije | Ahmadou Ahidjostadion, Yaoundé Toeschouwers: 35.000 Scheidsrechter: Youssef Essrayri |
| 7 oktober 2017 17:00 (UTC+1) | N'Jie 25' Pangop 88' |       |          | Ahmadou Ahidjostadion, Yaoundé Toeschouwers: 35.000 Scheidsrechter: Youssef Essrayri |

|                                |                    |       |         |                                                                                             |
| 10 november 2017 20:30 (UTC+1) | Algerije           | 1 – 1 | Nigeria | Stade Mohamed Hamlaoui, Constantine Toeschouwers: 30.000 Scheidsrechter: Eric Otogo-Castane |
| 10 november 2017 20:30 (UTC+1) | Brahimi 88' (pen.) |       | 63' Ogu | Stade Mohamed Hamlaoui, Constantine Toeschouwers: 30.000 Scheidsrechter: Eric Otogo-Castane |

|                                |                    |       |                               |                                                                                  |
| 11 november 2017 15:00 (UTC+2) | Zambia             | 2 – 2 | Kameroen                      | Levy Mwanawasastadion, Ndola Toeschouwers: 20.000 Scheidsrechter: Redouane Jiyed |
| 11 november 2017 15:00 (UTC+2) | Daka 26' Mwila 64' |       | 31' Zambo Anguissa 90+1' Yaya | Levy Mwanawasastadion, Ndola Toeschouwers: 20.000 Scheidsrechter: Redouane Jiyed |

### Groep C
Stand
| Nr. | Land      | GW | W | G | V | DV | DT | DS  | Ptn |
| --- | --------- | -- | - | - | - | -- | -- | --- | --- |
| 1   | Marokko   | 6  | 3 | 3 | 0 | 11 | 0  | +11 | 12  |
| 2   | Ivoorkust | 6  | 2 | 2 | 2 | 7  | 5  | +2  | 8   |
| 3   | Gabon     | 6  | 1 | 3 | 2 | 2  | 7  | –5  | 6   |
| 4   | Mali      | 6  | 0 | 4 | 2 | 1  | 9  | –8  | 4   |

|                              |       |       |         |                                                                                            |
| 8 oktober 2016 16:00 (UTC+1) | Gabon | 0 – 0 | Marokko | Stade de Franceville, Franceville Toeschouwers: 18.000 Scheidsrechter: Hamada Nampiandraza |
| 8 oktober 2016 16:00 (UTC+1) |       |       |         | Stade de Franceville, Franceville Toeschouwers: 18.000 Scheidsrechter: Hamada Nampiandraza |

|                            |                                                 |       |                 |                                                                        |
| 8 oktober 2016 18:00 (UTC) | Ivoorkust                                       | 3 – 1 | Mali            | Stade Bouaké, Bouaké Toeschouwers: 22.000 Scheidsrechter: Joshua Bondo |
| 8 oktober 2016 18:00 (UTC) | Kodjia 26' S. Coulibaly 31' (e.d.) Gervinho 34' |       | 18' S. Yatabaré | Stade Bouaké, Bouaké Toeschouwers: 22.000 Scheidsrechter: Joshua Bondo |

|                              |      |       |       |                                                                                   |
| 12 november 2016 18:30 (UTC) | Mali | 0 – 0 | Gabon | Stade du 26 Mars, Bamako Toeschouwers: 25.000 Scheidsrechter: Hamada Nampiandraza |
| 12 november 2016 18:30 (UTC) |      |       |       | Stade du 26 Mars, Bamako Toeschouwers: 25.000 Scheidsrechter: Hamada Nampiandraza |

|                                |         |       |           |                                                                                    |
| 12 november 2016 21:30 (UTC+1) | Marokko | 0 – 0 | Ivoorkust | Stade de Marrakech, Marrakesh Toeschouwers: 40.000 Scheidsrechter: Bernard Camille |
| 12 november 2016 21:30 (UTC+1) |         |       |           | Stade de Marrakech, Marrakesh Toeschouwers: 40.000 Scheidsrechter: Bernard Camille |

|                                |                                                                 |       |      |                                                                               |
| 1 september 2017 21:00 (UTC+1) | Marokko                                                         | 6 – 0 | Mali | Stade Moulay Abdallah, Rabat Toeschouwers: 50.000 Scheidsrechter: Sidi Alioum |
| 1 september 2017 21:00 (UTC+1) | Ziyech 19' (pen.), 61' Boutaïb 27' Hakimi 72' Fajr 86' Mahi 88' |       |      | Stade Moulay Abdallah, Rabat Toeschouwers: 50.000 Scheidsrechter: Sidi Alioum |

|                                |       |                             |           |                                                                                         |
| 2 september 2017 17:00 (UTC+1) | Gabon | 0 – 3                       | Ivoorkust | Stade d'Angondjé, Libreville Toeschouwers: 20.000 Scheidsrechter: Bamlak Tessema Weyesa |
| 2 september 2017 17:00 (UTC+1) |       | 53' Gradel 77', 83' Doumbia |           | Stade d'Angondjé, Libreville Toeschouwers: 20.000 Scheidsrechter: Bamlak Tessema Weyesa |

|                              |            |       |                     |                                                                           |
| 5 september 2017 17:30 (UTC) | Ivoorkust  | 1 – 2 | Gabon               | Stade Bouaké, Bouaké Toeschouwers: 12.948 Scheidsrechter: Malang Diedhiou |
| 5 september 2017 17:30 (UTC) | Cornet 58' |       | 19' Méyé 29' Lemina | Stade Bouaké, Bouaké Toeschouwers: 12.948 Scheidsrechter: Malang Diedhiou |

|                              |      |       |         |                                                                                   |
| 5 september 2017 19:00 (UTC) | Mali | 0 – 0 | Marokko | Stade du 26 Mars, Bamako Toeschouwers: 20.000 Scheidsrechter: Hamada Nampiandraza |
| 5 september 2017 19:00 (UTC) |      |       |         | Stade du 26 Mars, Bamako Toeschouwers: 20.000 Scheidsrechter: Hamada Nampiandraza |

|                            |      |       |           |                                                                                         |
| 6 oktober 2017 19:00 (UTC) | Mali | 0 – 0 | Ivoorkust | Stade du 26 Mars, Bamako Toeschouwers: 8.960 Scheidsrechter: Hélder Martins de Carvalho |
| 6 oktober 2017 19:00 (UTC) |      |       |           | Stade du 26 Mars, Bamako Toeschouwers: 8.960 Scheidsrechter: Hélder Martins de Carvalho |

|                              |                       |       |       |                                                                                |
| 7 oktober 2017 20:00 (UTC+1) | Marokko               | 3 – 0 | Gabon | Stade Mohammed V, Casablanca Toeschouwers: 45.000 Scheidsrechter: Victor Gomes |
| 7 oktober 2017 20:00 (UTC+1) | Boutaïb 38', 56', 72' |       |       | Stade Mohammed V, Casablanca Toeschouwers: 45.000 Scheidsrechter: Victor Gomes |

|                                |       |       |      |                                                                                    |
| 11 november 2017 15:30 (UTC+1) | Gabon | 0 – 0 | Mali | Stade de Franceville, Franceville Toeschouwers: 8.700 Scheidsrechter: Gehad Grisha |
| 11 november 2017 15:30 (UTC+1) |       |       |      | Stade de Franceville, Franceville Toeschouwers: 8.700 Scheidsrechter: Gehad Grisha |

|                              |           |                       |         |                                                                                           |
| 11 november 2017 17:30 (UTC) | Ivoorkust | 0 – 2                 | Marokko | Stade Félix Houphouët-Boigny, Abidjan Toeschouwers: 32.000 Scheidsrechter: Bakary Gassama |
| 11 november 2017 17:30 (UTC) |           | 25' Dirar 30' Benatia |         | Stade Félix Houphouët-Boigny, Abidjan Toeschouwers: 32.000 Scheidsrechter: Bakary Gassama |

### Groep D
Stand
| Nr. | Land         | GW | W | G | V | DV | DT | DS | Ptn |
| --- | ------------ | -- | - | - | - | -- | -- | -- | --- |
| 1   | Senegal      | 6  | 4 | 2 | 0 | 10 | 3  | +7 | 14  |
| 2   | Burkina Faso | 6  | 2 | 3 | 1 | 10 | 6  | +4 | 9   |
| 3   | Kaapverdië   | 6  | 2 | 0 | 4 | 4  | 12 | –8 | 6   |
| 4   | Zuid-Afrika  | 6  | 1 | 1 | 4 | 7  | 10 | –3 | 4   |

|                            |               |       |             |                                                                                  |
| 8 oktober 2016 18:00 (UTC) | Burkina Faso  | 1 – 1 | Zuid-Afrika | Stade du 4-Août, Ouagadougou Toeschouwers: 35.000 Scheidsrechter: Redouane Jiyed |
| 8 oktober 2016 18:00 (UTC) | Diawara 90+1' |       | 80' Furman  | Stade du 4-Août, Ouagadougou Toeschouwers: 35.000 Scheidsrechter: Redouane Jiyed |

|                            |                   |       |            |                                                                                          |
| 8 oktober 2016 20:00 (UTC) | Senegal           | 2 – 0 | Kaapverdië | Stade Léopold Sédar Senghor, Dakar Toeschouwers: 53.000 Scheidsrechter: Youssef Essrayri |
| 8 oktober 2016 20:00 (UTC) | Keita 24' Sow 80' |       |            | Stade Léopold Sédar Senghor, Dakar Toeschouwers: 53.000 Scheidsrechter: Youssef Essrayri |

|                                |                                    |   |            |                                                                                    |
| 12 november 2016 15:00 (UTC+2) | Zuid-Afrika                        | — | Senegal    | Peter Mokabastadion, Polokwane Toeschouwers: 26.179 Scheidsrechter: Joseph Lamptey |
| 12 november 2016 15:00 (UTC+2) | Hlatshwayo 43' (pen.) Serero 45+1' |   | 75' N'Doye | Peter Mokabastadion, Polokwane Toeschouwers: 26.179 Scheidsrechter: Joseph Lamptey |

|                                |            |                         |              |                                                                                          |
| 12 november 2016 16:00 (UTC−1) | Kaapverdië | 0 – 2                   | Burkina Faso | Estádio Nacional de Cabo Verde, Praia Toeschouwers: 5.000 Scheidsrechter: Ali Lemghaifry |
| 12 november 2016 16:00 (UTC−1) |            | 2' Diawara 29' Nakoulma |              | Estádio Nacional de Cabo Verde, Praia Toeschouwers: 5.000 Scheidsrechter: Ali Lemghaifry |

|                                |                            |       |             |                                                                                             |
| 1 september 2017 17:30 (UTC−1) | Kaapverdië                 | 2 – 1 | Zuid-Afrika | Estádio Nacional de Cabo Verde, Praia Toeschouwers: 3.000 Scheidsrechter: Mehdi Abid Charef |
| 1 september 2017 17:30 (UTC−1) | Nuno Rocha 33', 38' (pen.) |       | 14' Rantie  | Estádio Nacional de Cabo Verde, Praia Toeschouwers: 3.000 Scheidsrechter: Mehdi Abid Charef |

|                              |         |       |              |                                                                                      |
| 2 september 2017 20:00 (UTC) | Senegal | 0 – 0 | Burkina Faso | Stade Léopold Sédar Senghor, Dakar Toeschouwers: 40.000 Scheidsrechter: Joshua Bondo |
| 2 september 2017 20:00 (UTC) |         |       |              | Stade Léopold Sédar Senghor, Dakar Toeschouwers: 40.000 Scheidsrechter: Joshua Bondo |

|                                |             |       |                    |                                                                                  |
| 5 september 2017 19:00 (UTC+2) | Zuid-Afrika | 1 – 2 | Kaapverdië         | Moses Mabhidastadion, Durban Toeschouwers: 15.000 Scheidsrechter: Ferdinand Udoh |
| 5 september 2017 19:00 (UTC+2) | Jali 89'    |       | 52', 67' Rodrigues | Moses Mabhidastadion, Durban Toeschouwers: 15.000 Scheidsrechter: Ferdinand Udoh |

|                              |                                 |       |                   |                                                                                 |
| 5 september 2017 18:00 (UTC) | Burkina Faso                    | 2 – 2 | Senegal           | Stade du 4-Août, Ouagadougou Toeschouwers: 35.000 Scheidsrechter: Janny Sikazwe |
| 5 september 2017 18:00 (UTC) | B. Traoré 9' N'Diaye 88' (e.d.) |       | 27' Sarr 75' Mané | Stade du 4-Août, Ouagadougou Toeschouwers: 35.000 Scheidsrechter: Janny Sikazwe |

|                              |                                 |       |               |                                                                            |
| 7 oktober 2017 15:00 (UTC+2) | Zuid-Afrika                     | 3 – 1 | Burkina Faso  | Soccer City, Johannesburg Toeschouwers: 10.500 Scheidsrechter: Sidi Alioum |
| 7 oktober 2017 15:00 (UTC+2) | Tau 1' Zwane 33' Vilakazi 45+1' |       | 87' A. Traoré | Soccer City, Johannesburg Toeschouwers: 10.500 Scheidsrechter: Sidi Alioum |

|                              |            |                        |         |                                                                                         |
| 7 oktober 2017 16:30 (UTC−1) | Kaapverdië | 0 – 2                  | Senegal | Estádio Nacional de Cabo Verde, Praia Toeschouwers: 14.000 Scheidsrechter: Gehad Grisha |
| 7 oktober 2017 16:30 (UTC−1) |            | 81' Sakho 90+2' N'Doye |         | Estádio Nacional de Cabo Verde, Praia Toeschouwers: 14.000 Scheidsrechter: Gehad Grisha |

|                                |             |                             |         |                                                                                   |
| 10 november 2017 19:00 (UTC+2) | Zuid-Afrika | 0 – 2                       | Senegal | Peter Mokabastadion, Polokwane Toeschouwers: 40.000 Scheidsrechter: Janny Sikazwe |
| 10 november 2017 19:00 (UTC+2) |             | 12' Sakho 38' (e.d.) Mkhize |         | Peter Mokabastadion, Polokwane Toeschouwers: 40.000 Scheidsrechter: Janny Sikazwe |

|                              |                                        |       |            |                                                                                   |
| 14 november 2017 19:30 (UTC) | Burkina Faso                           | 4 – 0 | Kaapverdië | Stade du 4-Août, Ouagadougou Toeschouwers: 7.000 Scheidsrechter: Youssef Essrayri |
| 14 november 2017 19:30 (UTC) | Nakoulma 45+1', 58', 62' Diawara 90+4' |       |            | Stade du 4-Août, Ouagadougou Toeschouwers: 7.000 Scheidsrechter: Youssef Essrayri |

|                              |                          |       |             |                                                                                               |
| 14 november 2017 19:30 (UTC) | Senegal                  | 2 – 1 | Zuid-Afrika | Stade Léopold Sédar Senghor, Dakar Toeschouwers: 50.000 Scheidsrechter: Bamlak Tessema Weyesa |
| 14 november 2017 19:30 (UTC) | Nguette 55' Mbodji 90+3' |       | Tau 65'     | Stade Léopold Sédar Senghor, Dakar Toeschouwers: 50.000 Scheidsrechter: Bamlak Tessema Weyesa |

### Groep E
Stand
| Nr. | Land              | GW | W | G | V | DV | DT | DS | Ptn |
| --- | ----------------- | -- | - | - | - | -- | -- | -- | --- |
| 1   | Egypte            | 6  | 4 | 1 | 1 | 8  | 4  | +4 | 13  |
| 2   | Oeganda           | 6  | 2 | 3 | 1 | 3  | 2  | +1 | 9   |
| 3   | Ghana             | 6  | 1 | 4 | 1 | 7  | 5  | +2 | 7   |
| 4   | Congo-Brazzaville | 6  | 0 | 2 | 4 | 5  | 12 | –7 | 2   |

|                            |       |       |         |                                                                            |
| 7 oktober 2016 15:30 (UTC) | Ghana | 0 – 0 | Oeganda | Tamalestadion, Tamale Toeschouwers: 6.500 Scheidsrechter: El Fadil Mohamed |
| 7 oktober 2016 15:30 (UTC) |       |       |         | Tamalestadion, Tamale Toeschouwers: 6.500 Scheidsrechter: El Fadil Mohamed |

|                              |                   |       |                       |                                                                                            |
| 9 oktober 2016 15:30 (UTC+1) | Congo-Brazzaville | 1 – 2 | Egypte                | Stade Municipal de Kintélé, Brazzaville Toeschouwers: 27.000 Scheidsrechter: Denis Dembélé |
| 9 oktober 2016 15:30 (UTC+1) | Doré 24'          |       | 41' M. Salah 58' Said | Stade Municipal de Kintélé, Brazzaville Toeschouwers: 27.000 Scheidsrechter: Denis Dembélé |

|                                |          |       |                   |                                                                                           |
| 12 november 2016 16:00 (UTC+3) | Oeganda  | 1 – 0 | Congo-Brazzaville | Mandela Nationaal Stadion, Kampala Toeschouwers: 25.000 Scheidsrechter: Mehdi Abid Charef |
| 12 november 2016 16:00 (UTC+3) | Miya 18' |       |                   | Mandela Nationaal Stadion, Kampala Toeschouwers: 25.000 Scheidsrechter: Mehdi Abid Charef |

|                                |                              |       |       |                                                                                         |
| 13 november 2016 18:00 (UTC+2) | Egypte                       | 2 – 0 | Ghana | Borg El Arabstadion, Alexandrië Toeschouwers: 70.000 Scheidsrechter: Eric Otogo-Castane |
| 13 november 2016 18:00 (UTC+2) | M. Salah 43' (pen.) Said 86' |       |       | Borg El Arabstadion, Alexandrië Toeschouwers: 70.000 Scheidsrechter: Eric Otogo-Castane |

|                                |          |       |        |                                                                                        |
| 31 augustus 2017 16:00 (UTC+3) | Oeganda  | 1 – 0 | Egypte | Mandela Nationaal Stadion, Kampala Toeschouwers: 30.000 Scheidsrechter: Ali Lemghaifry |
| 31 augustus 2017 16:00 (UTC+3) | Okwi 51' |       |        | Mandela Nationaal Stadion, Kampala Toeschouwers: 30.000 Scheidsrechter: Ali Lemghaifry |

|                              |            |       |                   |                                                                                |
| 1 september 2017 15:30 (UTC) | Ghana      | 1 – 1 | Congo-Brazzaville | Baba Yarastadion, Kumasi Toeschouwers: 30.000 Scheidsrechter: Youssef Essrayri |
| 1 september 2017 15:30 (UTC) | Partey 85' |       | 18' Bifouma       | Baba Yarastadion, Kumasi Toeschouwers: 30.000 Scheidsrechter: Youssef Essrayri |

|                                |                   |       |                                        |                                                                                             |
| 5 september 2017 15:30 (UTC+1) | Congo-Brazzaville | 1 – 5 | Ghana                                  | Stade Municipal de Kintélé, Brazzaville Toeschouwers: 14.379 Scheidsrechter: Redouane Jiyed |
| 5 september 2017 15:30 (UTC+1) | Illoy-Ayyet 43'   |       | 23', 85' Boakye 26', 45+2', 69' Partey | Stade Municipal de Kintélé, Brazzaville Toeschouwers: 14.379 Scheidsrechter: Redouane Jiyed |

|                                |             |       |         |                                                                                   |
| 5 september 2017 20:00 (UTC+2) | Egypte      | 1 – 0 | Oeganda | Borg El Arabstadion, Alexandrië Toeschouwers: 60.000 Scheidsrechter: Víctor Gomes |
| 5 september 2017 20:00 (UTC+2) | M. Salah 6' |       |         | Borg El Arabstadion, Alexandrië Toeschouwers: 60.000 Scheidsrechter: Víctor Gomes |

|                              |         |       |       |                                                                                        |
| 7 oktober 2017 16:00 (UTC+3) | Oeganda | 0 – 0 | Ghana | Mandela Nationaal Stadion, Kampala Toeschouwers: 35.000 Scheidsrechter: Daniel Bennett |
| 7 oktober 2017 16:00 (UTC+3) |         |       |       | Mandela Nationaal Stadion, Kampala Toeschouwers: 35.000 Scheidsrechter: Daniel Bennett |

|                              |                            |       |                   |                                                                                     |
| 8 oktober 2017 19:00 (UTC+2) | Egypte                     | 2 – 1 | Congo-Brazzaville | Borg El Arabstadion, Alexandrië Toeschouwers: 75.000 Scheidsrechter: Bakary Gassama |
| 8 oktober 2017 19:00 (UTC+2) | M. Salah 63', 90+5' (pen.) |       | 88' Bouka Moutou  | Borg El Arabstadion, Alexandrië Toeschouwers: 75.000 Scheidsrechter: Bakary Gassama |

|                                |                   |       |            |                                                                                                 |
| 12 november 2017 15:30 (UTC+1) | Congo-Brazzaville | 1 – 1 | Oeganda    | Stade Alphonse Massemba-Débat, Brazzaville Toeschouwers: 1.002 Scheidsrechter: El Fadil Mohamed |
| 12 november 2017 15:30 (UTC+1) | Baudry 10'        |       | 11' Karisa | Stade Alphonse Massemba-Débat, Brazzaville Toeschouwers: 1.002 Scheidsrechter: El Fadil Mohamed |

|                              |           |       |               |                                                                               |
| 12 november 2017 15:30 (UTC) | Ghana     | 1 – 1 | Egypte        | Baba Yarastadion, Kumasi Toeschouwers: 14.000 Scheidsrechter: Malang Diedhiou |
| 12 november 2017 15:30 (UTC) | Gyasi 64' |       | 61' Shikabala | Baba Yarastadion, Kumasi Toeschouwers: 14.000 Scheidsrechter: Malang Diedhiou |

Kwalificatie: Afrika (CAF) · Azië (AFC) · Europa (UEFA) · Noord- en Midden-Amerika (CONCACAF) · Oceanië (OFC) · Zuid-Amerika (CONMEBOL)